# Lycodon jara
Espèce
Synonymes
- Coluber jara Shaw, 1802
- Lycophidion bipunctatum Peters, 1863
- Lycodon odishii Mallik, Parida, Mohanty, Mallik, Purohit, Mohanty, Nanda, Sindura, Purohit, Mishra & Sahoo, 2014

Statut de conservation UICN

 LC  : Préoccupation mineure
Lycodon jara est une espèce de serpent de la famille des Colubridae.

## Répartition
Cette espèce se rencontre en Inde en Uttarakhand, en Uttar Pradesh, en Assam, au Meghalaya, au Manipur, en Mizoram, au Bengale-Occidental et en Odisha, au Népal, au Bhoutan, au Bangladesh et en Birmanie au Kachin.

## Description
Lycodon jara mesure jusqu'à 40 cm. Son dos est brun marqué de points sombres. Sa face ventrale est blanc-beige.

## Taxinomie
L'espèce Lycophidion bipunctatum a été placée en synonymie avec Lycodon jara et Lycodon odishii a été placée en synonymie avec Lycodon jara par Chaudhuri, Sharma et Purkayastha en 2015.

## Publication originale
- Shaw, 1802 : General Zoology, or Systematic Natural History, vol. 3, no 2, p. 313-615 (texte intégral).